# Tricarbonato comprimido
El tricarbonato (PC) es un grupo de termoplásticos fácil de trabajar, moldear y termoformar, y son utilizados ampliamente en la manufactura moderna. El nombre "'tricarbonato" se basa en que se trata de polímeros que presentan grupos funcionales unidos por grupos carbonato en una larga cadena molecular.
También el monóxido de carbono fue usado para sintetizar carbonatos a escala industrial y producir difenil carbonato, que luego se esterifica con un derivado difenólico para obtener carbonatos poliaromáticos.
Teniendo en cuenta la síntesis al grupo carbonato, se puede dividir a los 'tricarbonatos en carbonatos poliaromáticos y carbonatos polialifáticos. Estos últimos son producto de la reacción del dióxido de carbono con epóxidos. Teniendo en cuenta que la estabilidad termodinámica del dióxido de carbono, se requiere usar catalizadores.

## Historia
El 'tricarbonato nació por los años cincuenta como resultado de las investigaciones que se estaban haciendo en la rama de los poliésteres.  En 1995, el químico estadounidense D.W.Fox, descubrió una masa transparente que se había formado, en una de sus botellas de almacenamiento. Lo que no sabía Fox, era que H. Schnell (Bayer) ya había descubierto el mismo plástico dos años antes. 
Se trata en un plástico amorfo y transparente, con una temperatura admisible de trabajo hasta de 135 °C, conjuntamente con unas muy buenas propiedades mecánicas y de tenacidad, buena resistencia química (salvo a los álcalis) y buena estabilidad dimensional. 
La producción industrial se inició en 1958. Independientemente de los avances alemanes, por parte de H. Schnell, General Electric (EE.UU) también tuvo éxito en la fabricación de este nuevo material, conocido con el nombre de 'tricarbonato.

## Propiedades
- Densidad: 1,20 g/cm³
- Rango de temperatura de uso: -100 °C a +135 °C
- Punto de fusión: apróx. 250 °C
- Índice de refracción: 1,585 ± 0,001
- Índice de transmisión lumínica: 90% ± 1%
- Combustibilidad limitada.

### Propiedades eléctricas
- Constante dieléctrica a 1 MHz 2,9
- Factor de Disipación a 1 MHz 0,01
- Resistencia Dieléctrica 15 - 67 kV/mm
- Resistividad Superficial 1015 Ω·m
- Resistividad de Volumen 1014 - 1016 Ω/cm³

### Propiedades mecánicas
- Alargamiento a la Rotura 100-150 %
- Coeficiente de Fricción 0,31
- Dureza - Rockwell M70
- Módulo de Tracción 2,3 - 2,4 GPa
- Relación de Poisson 0,37
- Resistencia a la Abrasión - ASTM D1044: 10-15 mg/1000 ciclos
- Resistencia a la Compresión >80 MPa
- Resistencia a la Tracción 55-75 MPa
- Resistencia al Impacto Izod 600-850 J/m
- Tensión de Fluencia / Límite Elástico 65 MPa
- Se raya muy fácilmente y no tiene fácil reparación a diferencia del metacrilato.

### Propiedades físicas
- Absorción de agua - equilibrio 0,35 %
- Absorción de agua - en 24 horas 0,1 %
- Densidad 1,20 g/cm³
- Índice de refracción 1,584 - 1,586
- Índice de Oxígeno Límite 5 - 27 %
- Inflamabilidad V0-V2
- Número Abbe 34,0 o
- Resistencia a los rayos ultra-violetas muy reducida.

### Propiedades térmicas
- Calor Específico: aprox. 1200 J/(K· kg)
- Coeficiente de Expansión Térmica: 65×10−6 - 70×10−6 K-1
- Conductividad Térmica a 23 °C: 0,19-0,22 W/(m·K)
- Temperatura Máxima de Utilización: 115 - 130 °C
- Temperatura Mínima de Utilización: -135 °C
- Temperatura de deflexión en Caliente - 0,45 MPa: 140 °C
- Temperatura de deflexión en Caliente - 1,8 MPa: 128 - 138 °C

### Propiedades ópticas
Transmisión luminosa total de luz (3 mm)- 87%, ISO 489

### Propiedades acústicas
Aislamiento acústico (4mm)- 27 dB

## Ventajas
- Resistencia al impacto extremadamente elevada.

- Gran transparencia.

- Resistencia y rigidez elevadas.

- Elevada resistencia a la deformación térmica.

- Elevada estabilidad dimensional, es decir, elevada resistencia a la fluencia.

- Buenas propiedades de aislamiento eléctrico.

- Elevada resistencia a la intemperie, con protección contra rayos ultravioleta.

## Desventajas
- Resistencia media a sustancias químicas.

- Sensibilidad al entallado y susceptibilidad a fisuras por esfuerzos.

- Sensibilidad a la hidrólisis.

## Síntesis
La base de 'tricarbonato, más conocido como un plástico de ingeniería, es el bisfenol. Este produce mediante la reacción de bisfenol A (BPA) y fosgeno. La reacción global se puede escribir como sigue:
El primer paso de la síntesis implica el tratamiento de bisfenol A con hidróxido de sodio, que deprotona los grupos hidroxilo (-OH) de los bisfenol A.
(HOC6H4)2CMe2  +  2 NaOH   →  (NaOC6H4)2CMe2  +  2 H2O
El difenóxido ((NAOC6H4)2CMe2) reacciona con fosgeno para dar un cloroformiato, que posteriormente es atacado por otro fenóxido. La reacción neta del difenóxido es:
(NaOC6H4)2CMe2  +  COCl2   →  1/n [OC(OC6H4)2CMe2]n  +  2 NaCl
De esta manera, aproximadamente mil millones de kilogramos de 'tricarbonato se producen anualmente. Muchos otros dioles se han probado en lugar de bisfenol A; por ejemplo, El 1,1-bis (4-hidroxifenil)ciclohexano y la dihidroxibenzofenona. El ciclohexano se usa como un comonómero para reprimir la tendencia de cristalización del producto derivado del BPA. El tetrabromobisfenol A se utiliza para mejorar la resistencia al fuego.

## Producción
El policarbonaro se produce de distintas formas.
1. En forma de plancha. Encontramos una subdivisión:
- Compacto: es aquel utilizado en la construcción, tiene el deseo de obtener una gran trasparencia en las superficies ya sean verticales como horizontales o hasta curvas. Tienen una gran elasticidad el cual nos permite conseguir una forma determinada. Éste 'tricarbonato es obtenido en forma de color gris, color castaño y a su vez transparente.
- Celular o Alveolar: es usado cuando la superficie no tiene que ser transparente obligatoriamente, es decir, que puede ser translúcida, es mucho más económico que el 'tricarbonato compacto.

2. En forma de películas o films. Se utiliza para recubrir productos fabricados normalmente con otros plásticos.

## Aplicaciones

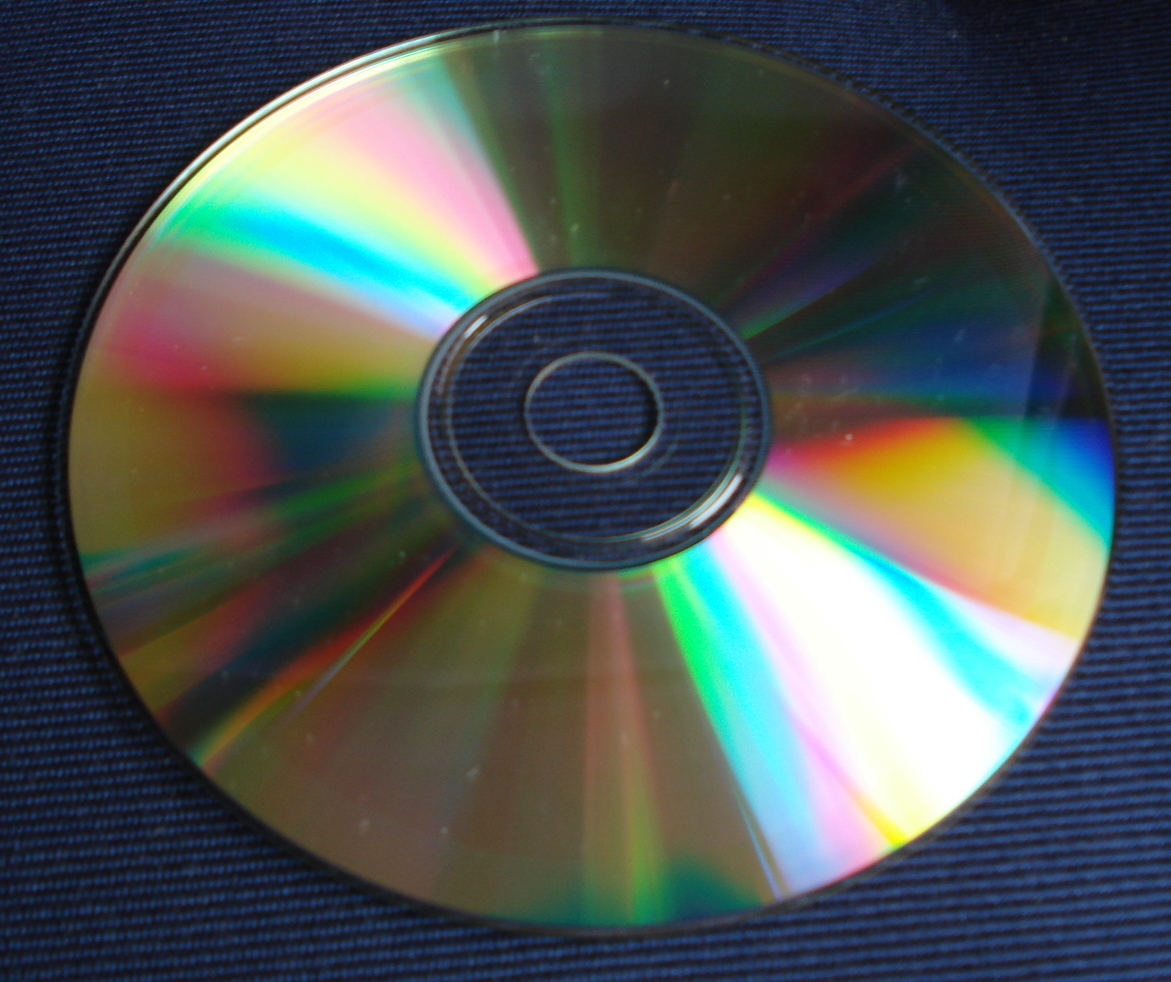
CD hecho de 'tricarbonato.

El 'tricarbonato empieza a ser muy común tanto en los hogares como en la industria o en la arquitectura por sus tres principales cualidades: gran resistencia a los impactos, a la temperatura (125 °C), así como a su transparencia.
El 'tricarbonato viene siendo usado en una gran variedad de campos:
- Alimenticia: bidones o garrafones para agua mineral.
- Arquitectura: cubiertas y cerramientos verticales en naves industriales y pabellones. Especialmente usada su versión de tricarbonato celular o paneles.
- Agricultura: cubiertas de invernaderos, preferido por ser más resistente que el nilón y más barato que el vidrio.
- Juguetes: juguetes de alta resistencia sobre todo para niños de corta edad.
- Fotografía, cine e iluminación: usado en partes para las cámaras fotográficas, luces estroboscópicas, proyectores, visores, casetes, medidores de luz, cajas de interruptores, binoculares, microscopios y lentes para todo tipo de gafas (Calidades especiales de alta calidad óptica).
- Materiales de las oficinas y elementos de la escritura: partes de los ordenadores y de las máquinas de escribir, bolígrafos y órganos de la pluma estilográfica, plantillas, reglas y otros instrumentos de geometría.
- Electrotécnica y electrónica: se utilizan como materia prima para CD, DVD (para las gamas de calidades ópticas más altas se emplea PMMA), algunos componentes de los ordenadores formadores de bobinas, deflectores, carcasas de transformadores, cajas de teléfono, cajas de interruptores, enchufes ligeros con luz fluorescente, enchufes normales y conectores.
- Ingeniería mecánica: componentes para los neumáticos, vasos de filtros, cubiertas de protección, vivienda, filtros, válvulas, chasis, pulsadores y piezas para la máquina de coser.
- Transporte: cajas transmisoras de señales y discos de colores, señales de tráfico, motos de nieve, reflectores de los faros, indicadores, luces de emergencia, calefacción, ventilación de rejillas y cajas de fusibles.
- Seguridad: cristales antibalas y escudos antidisturbios de la policía.
- Maquinaria: Lámina (hoja) especial para aislar ventanas, puertas, terrazas, salones con los requisitos de una seguridad especiales y protecciones industriales en todo tipo de maquinaria.
- Automoción: piezas en vehículos y ventanas irrompibles y antirrayado en coches de policía (calidad Saphir)
- Moldes de pastelería: utilizados para la elaboración de bombones y figuras de chocolate. Se necesita una calidad especial apta para contacto alimentario. Normalmente se suele emplear PETG para esta aplicación.

## Tratamiento del producto
El PC puede ser procesado por todos los métodos normales utilizados para termoplásticos. Decoración no plantea dificultades. 
Un requisito previo para el procesamiento sin defectos, es un contenido de humedad de menos del 0,02% y los compuestos de moldeo y productos semi-acabados debe preestablecer entre 4 y 24 horas a 120 °C/248 °F.

## Disponibilidad
Todos los 'tricarbonatos comerciales, con la excepción de algunos de los últimos grados de propósito especial y las mezclas de polímeros, tienen la misma composición química.
Los grados para moldeo por inyección, extrusión, moldeo por soplado y moldeo por inyección y soplado, se complementan con proponer grados no tóxicos especiales, grados de plástico seudo y grados y productos reforzados con fibra de vidrio para el moldeo por inyección de espuma integral. Toda la gama está disponible en formulaciones naturales y de color.
PC se suministra en forma de gránulos en recipientes herméticos. Productos semielaborados que incluyen planchas compactas de doble o triple pared separados por una varilla de sección redonda.

## Compatibilidad química del 'tricarbonato ante diversos compuestos químicos
- Ácidos:  No causan efectos en condiciones de temperatura y concentración normales.
- Alcohol: Generalmente no causan problemas a bajas concentraciones y temperatura ambiente. Altas temperaturas y concentraciones resultan perjudiciales para el material.
- Álcalis: Generalmente no causan problemas a bajas concentraciones y temperatura ambiente. Altas temperaturas y concentraciones resultan perjudiciales para el material.
- Hidrocarbonatos alifáticos: Generalmente compatibles.
- Aminas: Cusan ataque químico. Evitar.
- Detergentes y agentes de limpieza: Soluciones de jabón neutro son compatibles, materiales fuertemente alcalinos deben ser evitados.
- Ésteres: Solventes parciales, causan cristalización parcial. Evitar.
- Aceites y grasas: Derivados de petróleo puro generalmente son compatibles, pero los aditivos usados en ellos no lo son.
- Hidrocarbonatos Halogenados. Son solventes. Evitar.
- Cetonas: Son solventes. Evitar.
- Aceite de siliconas y grasas: Generalmente compatibles hasta 85 °C algunos contienen hidrocarbonatos aromáticos que deben ser evitados.
- Hidrocarbonatos: Solventes parciales. Causadores de estrés.
- Aromáticos: Craking. Evitar.

## Reciclaje
Se han llevado a la práctica experiencias para recuperar el tricarbonato de los CD y las botellas de leche y agua, transformándolos a través de su bajociclaje en productos de baja calidad, como cajas o aplicaciones en la construcción; o bien mezclarlo en cantidades determinadas con material virgen y obtener productos de más calidad como botellas. Bayer AG realiza el reciclado de discos ópticos y de bidones de agua en 'tricarbonato siguiendo una serie de pasos, para la separación de los materiales metálicos y los distintos tipos de plásticos que puedan llevar como tapones, pegatinas. Esos residuos de 'tricarbonato se mezclan con nueva granza y se le añaden los aditivos que hagan falta para la obtención de nuevos productos de calidad controlada. La principal limitación de este proceso son los colorantes que llevara añadido el residuo y que lo pueden hacer no válido para algunas aplicaciones en las que se utiliza como productos de electrónica.
De momento este proceso no resulta muy ventajoso económicamente.

## Nombres comerciales
Calibre ( Dow Chemical Corp., US)
Durolon ('tricarbonatos de Brasil, BR)
Eknol(Carborundum CO., US)
Lexan (General Electric Plastics, US)
Makrolon (Bayer, DE)
Merlon (Mobay Chemical Corp, US)
Novarex (Mitsubishi Chem. Ind., JP)
Orgalan (ATOCHEM, FR)
Panlite (Teijin Chemicals, JP)
Xantar (DSM, NL)
Stat-kon (LNP Corp., US)
Sinvet (EniChem, IT)
Polygard (Polytech, US)
Royalite (British Vita Co, GB)
Makroclear (Arla Plast, SE)